# ディヴォック・オリジ
- ディヴォック・オリジ
- ディヴォック・オリギ

ディヴォック・オコス・オリジ（Divock Okoth Origi, 1995年4月18日 - ）は、ベルギー・オーステンデ出身のサッカー選手。元ベルギー代表。ミラン・フトゥーロ所属。ポジションはフォワード。
リヴァプールFC在籍時、試合終了間際に勝利を左右するゴールを多く決めることから「ミラクル・オリジ」と称され「FOOTBALL WITHOUT ORIGI IS NOTHING」という横断幕やTシャツが販売されるなどカルト的人気を集めた。

## クラブ経歴
KRCヘンクのユースチームでキャリアをスタートさせ、2010年5月、フランスのリールユースに移籍した。
2013年2月2日、トロワAC戦でプロデビューを果たし、ディミトリ・ペイェのクロスから初得点を記録した。
2014年7月29日、イングランドのリヴァプールFCに移籍した。ただし、2014-15シーズンはレンタル移籍の形でリールに残留することになる。
2015年8月、レンタルバックでリヴァプールFCに復帰した。クロップ監督の下、サブでの途中出場やカップ戦での出場がメインだった。2015年12月のリーグカップ準々決勝のサウサンプトン戦ではハットトリックを決めた。
2016-17シーズンは11月のサンダーランド戦などでゴールを決めている。
2017年8月31日、VfLヴォルフスブルクへレンタル移籍。
2018-19シーズンはリヴァプールに復帰した。2018年12月2日のマージーサイド・ダービーではロスタイムに劇的決勝ゴールを決め、2019年5月5日のニューカッスル戦でも後半負傷のサラーと交代での出場、2-2からの決勝ゴールを決めた。UEFAチャンピオンズリーグ準決勝2ndレグのFCバルセロナ戦において、1stレグで0-3とリードされる厳しい状況で、サラーとロベルト・フィルミーノの怪我で先発出場のチャンスを得ると、決勝ゴールを含む2ゴールを決め、その2点目がトータルスコア4-3とする劇的な逆転ゴールとなり、チームを2年連続となる決勝進出へと導くと、決勝では1-0とリードしながらもトッテナムに攻め込まれる苦しい展開の中、後半途中出場すると2-0へとリードを広げるゴールを決め、リヴァプールの14シーズンぶりのチャンピオンズリーグ優勝に大きな役割を果たした。また、チャンピオンズリーグ決勝でゴールを決めた2人目のベルギー人選手になった(1人目は2015-16シーズンの決勝で決めたカラスコ)。
2019-20シーズン、プレミアリーグ開幕戦でマネに代わり先発出場のチャンスを掴むとゴールを決めて勝利に貢献した。12月4日のエヴァートンとのマージーサイド・ダービーでは先発出場し2ゴールを決め、ライバルからの勝利に貢献した。
2020-21シーズンは、ディオゴ・ジョッタが加入したことにより、急激に出番を失う。結局このシーズンはリーグ戦9試合出場し無得点に終わり、ジョッタは19試合に出場し9得点と対照的な成績となった。
2021-22シーズンもジョッタの後塵を拝し、クラブOBのジェイミー・キャラガーからは同じく出場機会を失いつつあった南野拓実と共に辛辣な評価を与えられた。12月4日のウルヴァーハンプトン・ワンダラーズFC戦では決勝点を挙げ、エヴァートン戦でもゴールを挙げた。シーズン終盤には来季よりACミランへの移籍の可能性が報道された。
リヴァプールでの出場機会は決して多くはなかったものの、途中出場から重要なゴールを記録した。
2022年7月5日、ACミランに移籍した。契約期間は2026年6月30日まで。同年8月13日、第1節ウディネーゼ戦にて後半84分、ラファエル・レオンと交代でセリエAデビューを飾った。同年10月22日、2022-23シーズン第11節ACモンツァ戦にて後半65分、右足で豪快にネットを揺らしセリエA初ゴールを記録した。
2023年9月2日、ノッティンガム・フォレストFCへ2024年6月30日までの期限で買取オプション付きの期限付き移籍が発表された。
2024-25シーズンからはミランのトップチームの登録から外れ、リザーブチームのミラン・フトゥーロに配属されている。

## 代表経歴
ベルギー代表として各年代でプレーし、2014年5月13日、2014 FIFAワールドカップに出場するメンバーに選出された。
同年5月26日に行われたルクセンブルク代表との親善試合で代表初出場を果たした。
2014 FIFAワールドカップの本大会では、グループリーグ第2戦のロシア戦では途中出場から終了間際に代表初得点となる決勝ゴールを挙げ、ベルギーの決勝トーナメント進出に貢献した。

## 個人成績

### クラブ成績
※2024年5月27日現在
| クラブ                           | シーズン | リーグ         | リーグ戦 | リーグ戦 | カップ戦 | カップ戦 | リーグ杯 | リーグ杯 | 国際大会 | 国際大会 | その他 | その他 | 合計 | 合計 |
| クラブ                           | シーズン | リーグ         | 出場     | 得点     | 出場     | 得点     | 出場     | 得点     | 出場     | 得点     | 出場   | 得点   | 出場 | 得点 |
| -------------------------------- | -------- | -------------- | -------- | -------- | -------- | -------- | -------- | -------- | -------- | -------- | ------ | ------ | ---- | ---- |
| リール                           | 2012-13  | リーグ・アン   | 10       | 1        | 0        | 0        | 0        | 0        | 0        | 0        | 0      | 0      | 10   | 1    |
| リール                           | 2013-14  | リーグ・アン   | 30       | 5        | 4        | 1        | 1        | 0        | -        | -        | 0      | 0      | 35   | 6    |
| リール                           | 2014-15  | リーグ・アン   | 33       | 8        | 1        | 0        | 2        | 0        | 8        | 1        | 0      | 0      | 44   | 9    |
| リール                           | 通算     | 通算           | 73       | 14       | 5        | 1        | 3        | 0        | 8        | 1        | 0      | 0      | 89   | 16   |
| リヴァプール                     | 2015-16  | プレミアリーグ | 16       | 5        | 1        | 0        | 4        | 3        | 12       | 2        | 0      | 0      | 33   | 10   |
| リヴァプール                     | 2016-17  | プレミアリーグ | 34       | 7        | 3        | 1        | 6        | 3        | -        | -        | 0      | 0      | 43   | 11   |
| リヴァプール                     | 2017-18  | プレミアリーグ | 1        | 0        | -        | -        | -        | -        | 0        | 0        | 0      | 0      | 1    | 0    |
| リヴァプール                     | 通算     | 通算           | 51       | 12       | 4        | 1        | 10       | 6        | 12       | 2        | 0      | 0      | 77   | 21   |
| ヴォルフスブルク                 | 2017-18  | ブンデスリーガ | 31       | 6        | 3        | 0        | -        | -        | -        | -        | 2      | 1      | 36   | 7    |
| ヴォルフスブルク                 | 通算     | 通算           | 31       | 6        | 3        | 0        | -        | -        | -        | -        | 2      | 1      | 36   | 7    |
| リヴァプール                     | 2018-19  | プレミアリーグ | 12       | 3        | 1        | 1        | 0        | 0        | 8        | 3        | 0      | 0      | 21   | 7    |
| リヴァプール                     | 2019-20  | プレミアリーグ | 28       | 4        | 3        | 0        | 1        | 2        | 6        | 0        | 4      | 0      | 42   | 6    |
| リヴァプール                     | 2020-21  | プレミアリーグ | 9        | 0        | 2        | 0        | 2        | 1        | 4        | 0        | 0      | 0      | 17   | 1    |
| リヴァプール                     | 2021-22  | プレミアリーグ | 7        | 3        | 1        | 0        | 3        | 2        | 7        | 1        | 0      | 0      | 18   | 6    |
| リヴァプール                     | 通算     | 通算           | 56       | 10       | 7        | 1        | 6        | 5        | 25       | 4        | 4      | 0      | 98   | 20   |
| ミラン                           | 2022-23  | セリエA        | 27       | 2        | 0        | 0        | 1        | 0        | 8        | 0        | 0      | 0      | 36   | 2    |
| ノッティンガム・フォレスト(loan) | 2023-24  | プレミアリーグ | 20       | 0        | 2        | 1        | -        | -        | -        | -        | -      | -      | 22   | 1    |
| 総通算                           | 総通算   | 総通算         | 258      | 44       | 21       | 4        | 20       | 11       | 53       | 7        | 6      | 1      | 358  | 67   |

| クラブ  | シーズン | リーグ | リーグ戦 | リーグ戦 | 合計 | 合計 |
| クラブ  | シーズン | リーグ | 出場     | 得点     | 出場 | 得点 |
| ------- | -------- | ------ | -------- | -------- | ---- | ---- |
| リールB | 2012-13  | CFA    | 11       | 2        | 11   | 2    |
| 総通算  | 総通算   | 総通算 | 11       | 2        | 11   | 2    |

## 代表歴

### 出場大会
- ベルギー代表
  - 2014 FIFAワールドカップ

### 試合数
- 国際Aマッチ 31試合 3得点（2014年-2022年）[23]

| ベルギー代表 | 国際Aマッチ | 国際Aマッチ |
| 年           | 出場        | 得点        |
| ------------ | ----------- | ----------- |
| 2014         | 13          | 3           |
| 2015         | 4           | 0           |
| 2016         | 6           | 0           |
| 2017         | 1           | 0           |
| 2018         | 1           | 0           |
| 2019         | 2           | 0           |
| 2020         | 1           | 0           |
| 2021         | 2           | 0           |
| 2022         | 1           | 0           |
| 通算         | 31          | 3           |

### 得点
| #  | 開催年月日     | 開催地                                 | 対戦国       | スコア | 結果 | 試合概要                |
| -- | -------------- | -------------------------------------- | ------------ | ------ | ---- | ----------------------- |
| 1. | 2014年6月22日  | サンパウロ、エスタジオ・ド・マラカナン | ロシア       | 1–0    | 1–0  | 2014 FIFAワールドカップ |
| 2. | 2014年10月10日 | ブリュッセル、ボードゥアン国王競技場   | アンドラ     | 4–0    | 6–0  | UEFA EURO 2016予選      |
| 3. | 2014年11月12日 | ブリュッセル、ボードゥアン国王競技場   | アイスランド | 2–1    | 3–1  | 親善試合                |

## タイトル
リヴァプールFC
- UEFAチャンピオンズリーグ : 2018-19
- UEFAスーパーカップ：2019
- FIFAクラブワールドカップ : 2019
- プレミアリーグ : 2019-20
- フットボールリーグカップ : 2021-22
- FAカップ : 2021-22